# Pterocaesio chrysozona
Pterocaesio chrysozona là một loài cá thuộc chi Pterocaesio. Loài này sinh sống ở rạn san hô nhiệt đới giữa vĩ độ 30 ° B và 27 ° Nam và kinh độ 40 ° Đ đến 157 ° Đ. Đây là loài phổ biến rộng rãi trên các rạn san hô ở Biển Đỏ, phía tây Thái Bình Dương, và dọc theo phía đông châu Phi, phía tây Ấn Độ, và phía đông Australia.
Chúng có thân dài đến 21 cm. Đây là loài cá không di cư, được tìm thấy di chuyển theo đàn ở độ sâu từ 5 đến 35 mét giữa các rạn san hô, cỏ biển, rạn san hô dọc theo sườn núi và đầm phá sâu. Ban đêm chúng núp bên trong rạn san hô. Chúng không phải là loài cá thích hợp cho bể nuôi cá cảnh do chúng cần không gian không bị hạn chế.